# 水野礼子
水野 礼子（みずの れいこ、1979年2月4日 - ）は、日本の元AV女優。

## 略歴
- 1999年にAVデビュー。その後、引退するも2014年に復帰。現在は引退している。

## 作品

### アダルトビデオ
- 『水野礼子 エロ牝』（1999年11月21日、バズーカ）
- 『みるきぃガ〜ルズ!』（2000年6月9日、みるきぃぷりん♪）
- 『マニアの宴11　黄金伝説』(2001年3月16日、KUKI)
- 『龍縛愛玩調教14 レースクィーン』（2001年4月6日、アタッカーズ）
- 『女金融屋 後藤えり子 華麗なる生活』（2001年9月21日、V&Rプランニング）共演:後藤えり子、松山ももか、小池ゆい、星野彩香
- 『女金融屋 後藤えり子 2億円の代償』（2001年9月21日、V&Rプランニング）共演:後藤えり子、松山ももか、小池ゆい、星野彩香
- 『女金融屋 後藤えり子 栄光の陰に…』（2001年9月21日、V&Rプランニング）共演:後藤えり子、松山ももか、小池ゆい、星野彩香
- 『パンティーズ・ア・ゴー!ゴー!』（2001年9月27日、V&Rプランニング）共演:立石さやか、ライト柳田
- 『雌vol.2 水野礼子』（2001年11月20日、SODクリエイト）
- 『ジーザス栗と栗鼠スーパースター』（2001年11月27日、V&Rプランニング）
- 『男の妄想爆発ドキュメント お嬢様もナマなんです…』（2001年11月30日、h.m.p）
- 『ドリーム学園4 前編』（2001年12月1日、MOODYZ）…共演:泉星香、小泉麻由、池野瞳、可憐、宝生奈々、藤谷牡丹
- 『愛の嵐DX』（2001年12月15日、MOODYZ）…共演:夢野まりあ、坂井ありす、水野奈菜
- 『かけだしAVごっこ VOL.3』（2001年12月20日、ナチュラルハイ）…共演:澤宮有希、金子えみ、鳥塚薫、氷咲沙弥、沢村ゆかり
- 『超お久しぶりです　蒼奴夢の宴　愛と涙とおしっこバーベキュー』（2001年12月27日、V&Rプランニング）…共演:立石さやか、持田いちご
- 『ドリーム学園4 後編』（2002年1月1日、MOODYZ）共演:小泉麻由、可憐、泉星香、池野瞳、宝生奈々、藤谷牡丹
- 『レイプ版尻とり侍2 予選編』（2002年1月10日、SODクリエイト）共演:青木咲良、平井千里、名月彩
- 『素人いじくりビデオ カップルkiss D-kissお姉さんLove2カップルを接吻指導』（2002年1月20日、SODクリエイト）共演:沢賀名
- 『初めてのDeep kiss 番外編　接吻コンテストVOL.2』（2002年2月20日、SODクリエイト）共演:桃井なつみ、深田美奈子、雪野あいか、飯田れな、望月舞、矢吹ルミ
- 『ゴモラの院　淫乱病棟あぶない女体実験』（2002年2月24日、V&Rプランニング）共演:桜木未来、工藤かな
- 『Club Venus』（2002年5月2日、ドリームチケット）他出演:高尾まき
- 『エクソダス・ゴールド4』（2002年3月22日、ワイルドサイド）
- 『輪姦願望の女達』（2002年4月1日、MOODYZ）他出演:三月あん
- 『いないオ・ン・ナ disc.2』（2002年4月20日、忠実堂）
- 『私に変態して!2』（2002年4月26日、ワイルドサイド）
- 『コスプレまにあのお義姉ちゃん』（2002年5月10日、東京音光）共演:椎名瑞樹
- 『償い 女の白い肉体』（2002年6月10日、シネマK）共演:杉沢麻子
- 『素人ギャルズ LEVEL A Ver.11』（2002年6月21日、ジャパンホームビデオ）他出演:藤崎彩、早瀬恵理香（五十嵐ゆうか）、平井千里、相沢玲奈
- 『Gorgeous Sisters』（2002年6月21日、ビデオバンク）他出演:澤宮有希、南えり 他
- 『初めてのディープキス 番外編 接吻コンテスト Vol.3 DeepKissクイーンを探せ!!』（2002年8月4日、SODクリエイト）他出演:泉星香、広瀬奈央美、中河原椿、秋吉恵里子、澤宮有希、武藤沙紀、三澤ゆき子
- 『Sex Mix Party』（2002年8月21日、h.m.p）
- 『レ・Zu・ビアン 6』（2002年9月2日、U&K）共演:風吹涼
- 『女デカ凌辱の罠2 〜罠、そして獣達にハメられてゆく礼子〜』（2002年9月6日、アイエナジー）
- 『アブノーマル DREAM SEX』（2002年9月10日、ビデオバンク）共演:澤田まゆみ、坂口華奈、金子リサ、朝河蘭、中河原椿
- 『竜作 DVD THE GAME　DVD-PG』（2002年9月27日、ケイ・エム・プロデュース）共演:広瀬奈央美、倉本安奈
- 『上品なお嬢様はHも敬語でございます。』（2002年9月28日、ホットエンターテイメント）
- 『長編 女ハ男ヲ目デ犯ス 27th』（2002年10月4日、ワープエンタテインメント）共演:秋津薫、水緒
- 『レズのレッスン』（2002年12月10日、ドグマ）共演:木原りんご、古河由摩
- 『非日常的悶絶遊戯 第十一章 水野礼子 看護婦、礼子の場合』（2002年12月12日、AVS）
- 『溜池ゴローのお姉様ファイル5 水野礼子24歳』（2003年1月10日、ドグマ）
- 『美脚女教師 究極の脚線美』（2003年1月17日、ビッグモーカル）他出演:臼井利奈、北川弓香、杉本恭子、一条凛、蘭望実
- 『男嬲り 〜逆尻とり侍 負けたら即リンチ〜』（2003年3月6日、SODクリエイト）共演:冴木楓、水野奈菜、藤谷牡丹、工藤咲
- 『男女接吻』（2003年3月6日、SODクリエイト）他出演:臼井利奈、田村麻衣、古河由摩　他
- 『クリームギャルズスペシャル 3』（2003年3月21日、ビデオバンク）他出演:中里優奈、水野あい、三上翔子、他素人ギャル
- 『私だけの女教師レズペット』（2003年4月19日、SODクリエイト）共演:田村麻衣 他
- 『みるきぃガ〜ルズ!2本目もやっぱり「生」が好き』（2003年6月2日、みるきぃぷりん♪）
- 『OK!!タイホしちゃうよ』（2003年6月15日、ホットエンターテイメント）オムニバス作品
- 『筆下ろし最高峰』（2003年8月10日、ホットエンターテイメント）他出演:三上翔子、臼井利奈、小野かすみ、鈴原美幸
- 『楽園ハワイで大実験! 男は90分で何発抜けるのか!?』（2002年7月8日、SODクリエイト）共演:坂井真弓
- 『非日常的悶絶遊戯 第三十章 水着デザイン会社のOL、礼子の場合』（2004年8月10日、AVS）
- 『排尿教室』（2004年8月19日、V&Rプランニング）共演:長谷川ちひろ
- 『ザ・宴会』（2004年8月19日、V&Rプランニング）共演:橘瑠香、藤川梨花、城戸あかり、セーラ、澤田麻衣、アテジス典香、杉浦清香、七海りあ、早坂えり、ひなこ、三代目葵マリー
- 『禁断温泉 女教師と生徒が那須温泉編』（2004年10月15日、ホットエンターテイメント）
- 『私が癒してあげる。Vol.3』（U&K）
- 『日常的悶絶遊戯 看護婦、礼子の場合』（2005年6月24日、AVS）
- 『天然ハレンチVamp』（2005年11月26日、ビデオメーカー）…共演:上條あずさ
- 『SEXに飢えた猟奇の群れ 肉欲獣』（2006年5月30日、FAプロ）
- 『昭和エロス 熟女性生活白書』（2006年5月30日、FAプロ）
- 『のぞきスワップ 絶倫男と妻』（2006年5月30日、FAプロ）
- 『のぞき見る性のいとなみ』（2006年5月30日、FAプロ）
- 『のぞきの部屋 妻が5人の男にやられる』（2006年11月30日、FAプロ）
- 『極妻 超S級人妻たちの卑猥な不貞行為』（2007年3月16日、アルファー・インターナショナル）
- 『四十路マダム41』（2014年5月4日、クリスタルビーズ映像）

他